# Informations ouvrières
 (mars 2017).
Si vous disposez d'ouvrages ou d'articles de référence ou si vous connaissez des sites web de qualité traitant du thème abordé ici, merci de compléter l'article en donnant les références utiles à sa vérifiabilité et en les liant à la section « Notes et références ».
Informations ouvrières est le journal hebdomadaire du courant trotskiste lambertiste, aujourd'hui organe du Parti ouvrier indépendant après avoir été celui du Parti communiste internationaliste, de l'Organisation communiste internationaliste, du Mouvement pour un parti des travailleurs puis du Parti des travailleurs.

## Présentation
Informations ouvrières est fondé en 1958 par Pierre Boussel, dit « Lambert » ; il porte pour sous-titre « Tribune libre de la lutte des classes ».
Le journal comporte 16 pages et est tiré à 20 000 exemplaires par numéro. Il ne vit que de sa vente par les militants, ne comporte aucune publicité et ne reçoit aucune subvention extérieure. Il est présenté chaque semaine en vidéo par le site internet du Parti ouvrier indépendant.
Le journal est vendu sur les marchés et dans les entreprises ; il a en moyenne 5000 abonnés.

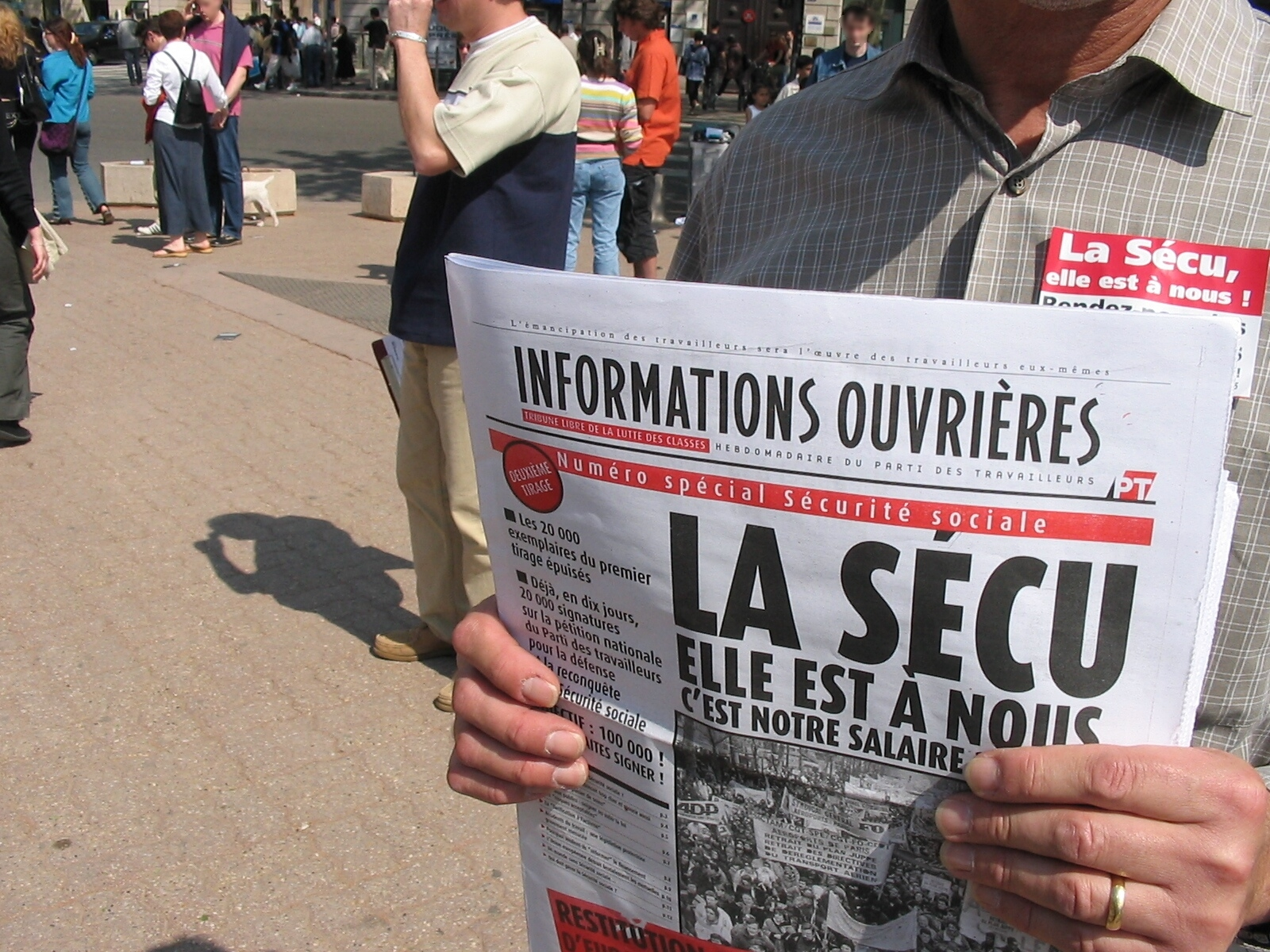
Une page une d'Informations ouvrières.